# Ahmad Jamil Madani
Ahmad Jamil Madani (6 de janeiro de 1970) é um ex-futebolista profissional saudita aposentado, que atuava como defensor.

## Carreira
Ahmad Jamil Madani fez parte do elenco da Seleção Saudita de Futebol da Copa do Mundo de 1994.

## Títulos
Arábia Saudita
- Copa da Ásia: 1996